# L'uomo della Hispano
L'uomo della Hispano (L'Homme à l'hispano) è un film del 1933 diretto da Jean Epstein.
Il soggetto è tratto da un romanzo di Pierre Frondaie.

## Trama
Georges Dewalter si ritrova sul lastrico e decide di imbarcarsi per l'Africa per tentare la fortuna. A causa del ritardo della partenza della nave incontra Deléone, un vecchio amico che sta tornando a casa dalla moglie guidando una "Hispano", un'automobile lussuosa destinata in verità alla sua amante.
Georges deve quindi fingere di essere il proprietario dell'auto, questo attira l'attenzione della gente su di lui soprattutto di Stéphane con la quale inizia una relazione. Purtroppo la donna non è libera, è sposata anche se vive separata dal marito ma l'uomo conosce la verità su Georges e farà in modo che la coppia si divida.